# Shizuko Natsuki
Shizuko Natsuki (夏樹 静子, Natsuki Shizuko), née le 21 décembre 1938 à Tokyo et morte le 19 mars 2016 à Fukuoka, est une femme de lettres japonaise, spécialisée dans le roman policier.

## Biographie
- Source : Claude Mesplède (dir.), Dictionnaire des littératures policières, vol. 2 : J - Z, Nantes, Joseph K, coll. « Temps noir », novembre 2007, 1086 p. (ISBN 978-2-91-068645-1, OCLC 315873361), p. 412.

Pendant ses études supérieures à l'Université Keiō, elle publie des nouvelles policières, dont l'une, intitulée Watashi dake ga shiteru, est nommée pour le prix Edogawa-Ranpo. En 1962, elle épouse un industriel du pétrole et abandonne provisoirement l'écriture pour se consacrer à sa famille.
Elle reprend la plume en 1969 pour écrire le roman policier Tenshi ga Kiete Yuku. Suivront une centaine de titres qui rencontrent un immense succès, une bonne dizaine étant en outre adaptés par la télévision japonaise. La Promesse de l'ombre (Daisan no onna, 1978), une sombre histoire d'intoxication alimentaire par une grande compagnie de fabrication de biscuits, remporte à sa publication en France le prix du roman d'aventures l'année suivant sa traduction et publication en France en 1988.
Meurtre au Mont Fuji (W No higeki, 1982) est un drame familial où les membres d'une famille se concertent pour cacher à la police qu'une des leurs est la meurtrière du grand-père. Cette œuvre, la plus célèbre de Natsuki au Japon, connaît trois adaptations : un téléfilm en 1982, un film en 1983 et une mini-série télévisée en 2012.
Elle meurt le 19 mars 2019.

## Œuvres traduites en français

### Romans
- Daisan no onna (1978) Publié en français sous le titre La Promesse de l'ombre, Paris, Librairie des Champs-Élysées, coll. « Le Masque » no 1959, 1989
- W No higeki (1982) Publié en français sous le titre Meurtre au Mont Fuji, Paris, Librairie des Champs-Élysées, coll. « Le Masque » no 1861, 1986
- Fuho wa gogo niji ni todoku (1983) Publié en français sous le titre Hara-Kiri, mon amour, Paris, Librairie des Champs-Élysées, coll. « Le Masque » no 2039, 1990
- Marianne (1997) Publié en français sous le titre Marianne, Paris, Librairie des Champs-Élysées, coll. « Le Masque » no 2400, 1998

### Nouvelles
- The Missing Alibi (1986) Publié en français sous le titre L'Absence d'alibi, dans Mystères 88, Paris, LGF, coll. « Le Livre de poche » no 6502, 1988
- Divine Punishment (1991) Publié en français sous le titre Châtiment divin, dans Histoires de la crème du crime, Paris, LGF, coll. « Le Livre de poche » no 4299, 1992
- The Lady on the Phone (1996) Publié en français sous le titre La Femme au bout du fil, avec Le Monde no 16345, traduit de l'anglais par Pascal Aubin, Editions du Masque, 16-08-1997

## Prix et distinctions
- Prix du roman d'aventures 1989 pour La Promesse de l'ombre.

## Source bibliographique
- Claude Mesplède (dir.), Dictionnaire des littératures policières, vol. 2 : J - Z, Nantes, Joseph K, coll. « Temps noir », novembre 2007, 1086 p. (ISBN 978-2-91-068645-1, OCLC 315873361), p. 412.